# Colegio Planalto
El Colegio Planalto (en portugués: Colégio Planalto) es una escuela para varones solamente, situada en la ciudad de Lisboa, la capital del país europeo de Portugal. Se trata de una institución católica y un miembro del Programa del Diploma IB. Opus Dei, una institución de la Iglesia Católica, está a cargo de sus enseñanzas y servicios religiosos. Fue creada en el año 1978.